# أوين باول (موسيقي)
أوين باول (بالإنجليزية: Owen Powell)‏ هو موسيقي بريطاني، ولد في 9 يوليو 1967 في كامبريدج في المملكة المتحدة.

## روابط خارجية
- أوين باول على موقع IMDb (الإنجليزية)
- أوين باول على موقع ميوزك برينز (الإنجليزية)
- أوين باول على موقع ديسكوغز (الإنجليزية)